# زوارته‌وال
زوارته‌وال (به هلندی: Zwartewaal) یک منطقهٔ مسکونی در هلند است که در بریله واقع شده‌است. زوارته‌وال ۱٬۸۵۷ نفر جمعیت دارد.